# Antoine Rigaudeau
Antoine Roger Rigaudeau (Cholet, França, 17 de desembre de 1971) és un exjugador professional de bàsquet i entrenador. Era capaç de jugar en múltipes posicions: com a base, escorta i aler. Durant la seua etapa com a jugador, era conegut amb el sobrenom de "le Roi" ("el Rei").
Guanyà dos campionats de l'Eurolliga els anys 1998 i 2001. Amb la selecció de bàsquet de França, va guanyar la medalla de plata en els Jocs Olímpics de Sydney 2000. Va entrar al Saló de la Fama del bàsquet francés el 2010. El 2015 entrà al Saló de la Fama de la FIBA.
Jugà a la Lliga ACB amb el Pamesa València durant les temporades 2003-2004 i 2004-2005.

## Carrera professional

### Europa
L'any 1996 Rigaudeau va guanyar el campionat de lliga francés amb el Pau-Orthez. Amb el Virtus Bologna, guanyà dos campionats d'Eurolliga en les temporades 1997-1998 i 2000-2001. Amb el mateix equip, jugà la final de l'Eurolliga els anys 1999 i 2002. A més, també amb el Virtus Bologna, va guanyar dos lligues italianes, el 1998 i el 2001, i tres Copes d'Italia, el 1999, 2001 i 2002.

### NBA
Rigaudeau jugà en l'NBA amb els Dallas Mavericks durant la temporada 2002-03, després de signar un contracte de tres anys amb el club el 17 de gener de 2003. Amb els Mavericks, jugà un total d'11 partits, i va promediar 1.5 punts, 0.7 rebots, i 0.5 assistències per partit en els 8.3 minuts de mitjana que va jugar. El 18 d'august de 2003, els Mavericks van traspassar els drets del jugador als Golden State Warriors, abans de l'inici de la temporada 2003-04 de l'NBA. El 5 de setembre de 2003, els Warriors van alliberar Rigaudeau.

### Tornada a Europa
La temporada 2003-2004, Rigaudeau fitxà pel Pamesa València de la Lliga ACB, on jugà dues temporades. Es va retirar oficialment com a jugador de bàsquet el 2005, després d'haver patit una lesió al tendó d'Aquil·les del seu peu esquerre.

### Selecció francesa
Rigaudeau va jugar amb l'equip nacional francés en l'Eurobàsquet 1991, l'Eurobàsquet 1993, l'Eurobàsquet 1995 i l'Eurobàsquet 1999. Amb França, va guanyar la medalla de plata en els Jocs Olímpics de Sydney 2000.
El 2001, abans de l'Eurobàsquet d'aquell any, Rigaudeau es va retirar de l'equip nacional francés. Tanmateix, decidí tornar a la selecció per a l'Eurobasket 2005, en el qual va guanyar la medalla de bronze. Es retirà una altra vegada de l'equip nacional francés després d'aquest torneig. Tingué un total de 127 aparicions amb la selecció francesa.

## Carrera com a entrenador
Va començar la seua carrera professional com a tècnic el 2015, quan esdevingué l'entrenador principal del Paris-Levallois, després anomenat Metropolitans 92, un equip de la Lliga francesa de Bàsquet.

## Clubs
- 1987-95 Cholet Basket (LNB).
- 1995-97 Pau Orthez (LNB)
- 1997-03 Kinder Bolonia (LEGA Serie A).
- 2003 Dallas Mavericks (NBA).
- 2003 Golden State Warriors (NBA, alliberat sense arribar a debutar).
- 2003-05 Pamesa València (lliga ACB).

## Honors i premis com a jugador

### Pau-Orthez
- Campió de la Lliga francesa de Bàsquet: 1996

### Virtus Bologna
- 2× Campionat de Lliga de la Serie A: 1998, 2001
- 2× Eurolliga: 1998, 2001
- 3× Copa d'Itàlia: 1999, 2001, 2002

### Selecció de França sénior
- Jocs Mediterranis 1993:

- Jocs Olímpics Sydney 2000:

- Eurobàsquet 2005:

### Premis i honors individuals
- 3× Millor Jugador Jove de la Lliga francesa: 1990, 1991, 1992
- 5× All-Star de la Lliga francesa: 1990, 1991, 1993, 1994, 1995
- 5× Millor Jugador Francés de la Lliga francesa: 1991, 1992, 1993, 1994, 1996
- Selecció europea de la FIBA: 1991
- 4× FIBA Eurostar: 1996, 1997, 1998, 1999
- 2× All-Star de la Lliga italiana: 1997, 1998
- 2× Màxim anotador de l'Eurolliga: 1998, 1999
- Millor quintet de la Final Four de l'Eurolliga: 1998
- Número 4 retirat pel Cholet Basket
- Saló de la Fama del Bàsquet francés: 2010
- Saló de la Fama de la FIBA: 2015
- Premi Glòria de l'Esport: 2017